# De Tournon
La Casata de Tournon è stata una famiglia tra le più illustri e antiche della nobiltà di Francia.

## Storia
Decorata con i titoli di barone, conte e marchese, nonché detentrice di sterminati possedimenti feudali nel Vivarese, in Delfinato, nel Velay e in Provenza, trasse il proprio nome dalla città di Tournon (dal 1989 Tournon-sur-Rhône), situata nell'attuale dipartimento dell'Ardèche.
In otto secoli di storia ha dato alla Francia diversi uomini d'arme (Cavalieri dell'Ordine del Re, cavalieri banderesi, capitani, siniscalchi di Alvernia) e alti dignitari di corte, nonché sei vescovi e un cardinale (il famoso François de Tournon, principale consigliere del Re Francesco I di Francia) alla Chiesa cattolica; si è inoltre imparentata con le più nobili famiglie dell'aristocrazia transalpina e con la stessa Famiglia Reale.
Il ramo diretto di questa Casata si estinse con la morte del Conte Just-Louis II de Tournon, ucciso il 6 settembre 1644 a Philipsbourg; gli immensi beni di cui il nobiluomo era titolare passarono alla nonna Marguerite de Montmorency, duchessa di Ventadour, e in seguito ai Rohan-Guéménée.